# Chi Gừng
Chi Gừng (danh pháp khoa học: Zingiber, cách viết lỗi thời: Zinziber) là một chi thực vật có hoa trong họ Zingiberaceae, bản địa khu vực nhiệt đới, cận nhiệt đới và ôn đới ấm châu Á, từ Ấn Độ, Trung Quốc, Nhật Bản tới Đông Nam Á cho tới New Guinea, với trung tâm đa dạng nằm ở Đông Nam Á. Nó chứa các loài gừng thật sự, được gieo trồng rộng khắp thế giới vì các giá trị y học và ẩm thực. Các loài được biết đến nhiều nhất là Z. officinale và Z. mioga, hai loài gừng trồng trong vườn.

## Từ nguyên
Danh pháp khoa học Zingiber bắt nguồn từ tiếng Latinh zingiberi - từ tiếng Hy Lạp zingiberis, tới lượt nó lại có nguồn gốc từ tiếng Ấn Độ cổ (tiếng Prakrit) singabera từ tiếng Phạn srngaveram, bao gồm srngam nghĩa là sừng và vera- nghĩa là thể, hình thể; được gọi như vậy là từ hình dạng  của rễ gừng. Nhưng điều này có thể chỉ là từ nguyên dân gian tiếng Phạn, và từ này cũng có thể bắt nguồn từ một từ trong tiếng Dravida cổ đại đã tạo ra tên gọi trong tiếng Malayalam để chỉ gia vị, inchi-ver, từ inchi nghĩa là rễ.
Ghi chép về chữ nhánh gừng (ánh gờng) trong Từ điển Việt–Bồ–La (Dictionarium Annamiticum Lusitanum et Latinum) của Alexandre de Rhodes xuất bản năm 1651 như sau: "ánh gờng: dente de gingibre: ſpica zinziberis".
Trong Nam Việt–Dương Hiệp Tự vị (南越洋合字彙, Dictionarium Anamitico-Latinum) của Jean-Louis Taberd xuất bản năm 1838 thì từ gừng được viết bằng Hán-Nôm là 薑. Cụ thể, tại trang 183 tác giả viết như sau: "薑 Gừng, zinziberis. 蜜薑 mứt gừng, zinziberi saccharo conditum. 薑逾 gừng gió, species zinziberis", Từ này theo âm Hán-Việt là khương và phát âm theo tiếng Quảng Đông tại Quảng Châu thì tương tự như goeng.

## Mô tả
Thân rễ phân nhánh, dạng củ, có mùi thơm. Các thân giả mọc thẳng đứng, có lá. Lá xếp thành 2 dãy, nằm trong mặt phẳng song song với thân rễ; cuống lá phồng lên, giống như đệm – gọi là thể gối; phiến lá thuôn dài, hình mác hoặc thẳng. Cụm hoa hình nón, mọc từ thân rễ trên cuống cụm hoa được nhiều bẹ giống vảy bao bọc, hiếm khi xuyên qua các bẹ lá mà không có cuống cụm hoa; các lá bắc xếp lợp chặt, màu xanh lục hoặc màu khác, 1 hoa, bền; lá bắc con không hình ống. Đài hoa hình ống, chẻ 1 bên, đỉnh 3 răng. Ống tràng hoa thanh mảnh; thùy trung tâm màu trắng hoặc màu kem, thường rộng hơn các thùy bên. Các nhị lép bên hợp sinh với cánh môi, tạo thành một cánh môi 3 thùy; thùy trung tâm tù hoặc có khe chẻ ở đỉnh. Chỉ nhị ngắn; mô kết nối với phần phụ thuôn dài hình sừng [mào bao phấn] bao quanh vòi nhụy. Bầu nhụy 3 ngăn; noãn nhiều mỗi ngăn; đính trụ. Vòi nhụy thanh mảnh, kéo dài ra ngoài các ngăn bao phấn; đầu nhụy không nở rộng. Quả nang nứt theo ngăn hoặc bất quy tắc. Hạt màu đen, được áo hạt che phủ; áo hạt màu trắng, mép xé rách không đều.

## Phân loại
Phân chia nội chi Zingiber hiện tại công nhận là thành 4 tổ, dựa theo bản chất và vị trí của cụm hoa. Nó bao gồm:
- Tổ Zingiber (= Lampugium / Lampuzium / Lampujium nom. inval.): Cành hoa bông thóc trên cuống cụm hoa mọc thẳng đứng và thường là dài.
- Tổ Cryptanthium: Các cụm hoa mọc từ thân rễ, bao gồm cành hoa bông thóc xuất hiện từ mặt đất với thông thường là cuống cụm hoa phủ phục và ngắn.
- Tổ Pleuranthesis: Các cành hoa bông thóc ở bên, mọc xuyên qua các bẹ lá.
- Tổ Dymczewiczia: Với cụm hoa đầu cành (trên ngọn).

Nghiên cứu phân tử gần đây dựa theo số vật liệu hạn chế (23 loài) và chỉ một chỉ dấu (ITS hạt nhân) cho thấy hai tổ Pleuranthesis và Dymczewiczia không tách biệt hẳn khỏi tổ Zingiber.

## Các loài
Tại thời điểm tháng 4 năm 2021, POWO công nhận 194 loài, cộng 5 loài công bố mô tả khoa học lần đầu tiên năm 2020 và 4 loài công bố mô tả khoa học lần đầu tiên năm 2021.
- Zingiber acuminatum Valeton, 1904 - Gừng nhọn.
- Zingiber albiflorum R.M.Sm., 1982
- Zingiber album Nurainas, 2017
- Zingiber anamalayanum Sujanapal & Sasidh., 2010
- Zingiber angustifolium C.K.Lim & Meekiong, 2014
- Zingiber apoense Elmer, 1915
- Zingiber argenteum Mood & Theilade, 1997
- Zingiber arunachalensis A.Joe, T.Jayakr., Hareesh & M.Sabu, 2017
- Zingiber atroporphyreum Škorničk. & Q.B.Nguyen, 2015
- Zingiber atrorubens Gagnep., 1903
- Zingiber aurantiacum (Holttum) Theilade, 1998
- Zingiber banahaoense Mood & Theilade, 2001
- Zingiber barbatum Wall., 1830
- Zingiber belumense C.K.Lim & Meekiong, 2014
- Zingiber bipinianum D.K.Roy, D.Verma, Talukdar & Dutta Choud., 2015
- Zingiber bisectum D.Fang, 1996
- Zingiber brachystachys Triboun & K.Larsen, 2014
- Zingiber bradleyanum Craib, 1912
- Zingiber brevifolium N.E.Br., 1886 không K.Schum., 1899
- Zingiber bulusanense Elmer, 1919
- Zingiber callianthus Triboun & K.Larsen, 2014
- Zingiber campanulatum T.Jayakr., A.Joe, Hareesh & M.Sabu, 2021[19]
- Zingiber capitatum Roxb., 1810
- Zingiber cardiocheilum Škorničk. & Q.B.Nguyen, 2015
- Zingiber castaneum Škorničk. & Q.B.Nguyen, 2015
- Zingiber caudatum Biseshwori & Bipin, 2018
- Zingiber cernuum Dalzell, 1852
- Zingiber chantaranothaii Triboun & K.Larsen, 2014
- Zingiber chengii Y.H.Tseng, C.M.Wang & Y.C.Lin, 2020[20]
- Zingiber chlorobracteatum Mood & Theilade, 1999
- Zingiber chrysanthum Roscoe, 1825
- Zingiber chrysostachys Ridl., 1899
- Zingiber citriodorum Theilade & Mood, 2002
- Zingiber clarkei King ex Baker, 1892
- Zingiber cochleariforme D.Fang, 1980
- Zingiber collinsii Mood & Theilade, 2000 - Gừng Colins.
- Zingiber coloratum N.E.Br., 1879
- Zingiber corallinum Hance, 1880
- Zingiber cornigerum T.Jayakr.,  A.Joe,  Hareesh,  & M.Sabu, 2021[19]
- Zingiber cornubracteatum Triboun & K.Larsen, 2014
- Zingiber curtisii Holttum, 1950
- Zingiber cylindricum Thwaites, 1824
- Zingiber densissimum S.Q.Tong & Y.M.Xia, 1987
- Zingiber dimapurense N.Odyuo, D.K.Roy & A.A.Mao, 2019[21]
- Zingiber discolor Škorničk., H.Ð.Trần & Rybková, 2015 - Gừng tía.
- Zingiber diwakarianum R.Kr.Singh, 2011
- Zingiber eberhardtii Gagnep., 1907
- Zingiber eborinum Mood & Theilade, 1997
- Zingiber elatius (Ridl.) Theilade, 1998
- Zingiber elatum Roxb., 1820
- Zingiber ellipticum (S.Q.Tong & Y.M.Xia) Q.G.Wu & T.L.Wu, 1996
- Zingiber engganoense Ardiyani, 2015
- Zingiber fallax (Loes.) L.Bai, Juan Chen & N.H.Xia, 2019 (đồng nghĩa: Z. liangshanense Z.Y.Zhu, 1987)
- Zingiber flagelliforme Mood & Theilade, 1999
- Zingiber flammeum Theilade & Mood, 1997
- Zingiber flaviflorum C.K.Lim & Meekiong, 2014
- Zingiber flavofusiforme M.M.Aung & Nob.Tanaka, 2017
- Zingiber flavomaculosum S.Q.Tong, 1987
- Zingiber flavovirens Theilade, 1999
- Zingiber fragile S.Q.Tong, 1987
- Zingiber fraseri Theilade, 1998
- Zingiber georgeae Mood & Theilade, 1999 (công bố như là Z. georgei)
- Zingiber gracile Jack, 1820
- Zingiber gramineum Noronha ex Blume, 1827 - Gừng lúa, ngải trặc.
- Zingiber griffithii Baker, 1892
- Zingiber guangxiense D.Fang, 1980
- Zingiber gulinense Y.M.Xia, 1996
- Zingiber hainanense Y.S.Ye, L.Bai & N.H.Xia, 2015
- Zingiber idae Triboun & K.Larsen, 2002
- Zingiber incomptum B.L.Burtt & R.M.Sm., 1969
- Zingiber inflexum Blume, 1827
- Zingiber integrilabrum Hance, 1882
- Zingiber integrum S.Q.Tong, 1987
- Zingiber intermedium Baker, 1892
- Zingiber isanense Triboun & K.Larsen, 2014
- Zingiber jiewhoei Škorničk., 2014
- Zingiber junceum Gagnep., 1906
- Zingiber kangleipakense Kishor & Škorničk., 2013
- Zingiber kawagoii Hayata, 1921
- Zingiber kelabitianum Theilade & H. Christensen, 1998
- Zingiber kerrii Craib, 1912
- Zingiber kunstleri King ex Ridl., 1899
- Zingiber lambii Mood & Theilade, 1997
- Zingiber laoticum Gagnep., 1907 - Gừng Lào.
- Zingiber larsenii Theilade, 1999
- Zingiber latifolium Theilade & Mood, 1997
- Zingiber lecongkietii Škorničk. & H.Ð.Trần, 2015 - Gừng Lê Công Kiệt
- Zingiber leptorrhizum D.Fang, 1982
- Zingiber leptostachyum Valeton, 1908
- Zingiber leucochilum L.Bai, Škorničk. & N.H.Xia, 2018
- Zingiber ligulatum Roxb., 1810
- Zingiber limianum Meekiong, 2014
- Zingiber lingyunense D.Fang, 1980
- Zingiber loerzingii Valeton, 1918
- Zingiber longibracteatum Theilade, 1999
- Zingiber longiglande D.Fang & D.H.Qin, 1996
- Zingiber longiligulatum S.Q.Tong, 1987
- Zingiber longipedunculatum Ridl., 1908
- Zingiber longyanjiang Z.Y.Zhu, 1992
- Zingiber macradenium K.Schum., 1899
- Zingiber macrocephalum (Zoll.) K.Schum., 1899
- Zingiber macroglossum Valeton, 1918
- Zingiber macrorrhynchus K.Schum., 1904
- Zingiber magang N.S.Lý & Škorničk., 2021[22]
- Zingiber malaysianum C.K.Lim, 2002
- Zingiber marginatum Roxb., 1810
- Zingiber martinii R.M.Sm., 1989
- Zingiber matangense Noor Ain, Tawan & Meekiong, 2015
- Zingiber matupiense M.M.Aung & Nob.Tanaka, 2017
- Zingiber matutumense Mood & Theilade, 2001
- Zingiber mawangense Noor Ain & Meekiong, 2015
- Zingiber meghalayense Sushil K.Singh, Ram.Kumar & Mood, 2013
- Zingiber mekongense Gagnep., 1907
- Zingiber mellis Škorničk., H.Ð.Trần & Sída f., 2015
- Zingiber microcheilum Škorničk., H.Ð.Trần & Sída f., 2015
- Zingiber mioga (Thunb.) Roscoe, 1807
- Zingiber mizoramense Ram.Kumar, Sushil K.Singh & S.Sharma, 2015
- Zingiber molle Ridl., 1909
- Zingiber monglaense S.J.Chen & Z.Y.Chen, 1988
- Zingiber monophyllum Gagnep., 1903 - Gừng một lá.
- Zingiber montanum (J.Koenig) Link ex A.Dietr., 1831
- Zingiber multibracteatum Holttum, 1950
- Zingiber murlenica Ram.Kumar, Sushil K.Singh & S.Sharma, 2015
- Zingiber nanlingense Lin Chen, A.Q.Dong & F.W.Xing, 2011
- Zingiber natmataungense S.S.Zhou & Ren Li, 2020[23]
- Zingiber nazrinii C.K.Lim & Meekiong, 2014
- Zingiber neesanum (J.Graham) Ramamoorthy, 1976
- Zingiber neglectum Valeton, 1904
- Zingiber negrosense Elmer, 1915
- Zingiber neotruncatum T.L.Wu, K.Larsen & Turland, 2000
- Zingiber nigrimaculatum S.Q.Tong, 1989
- Zingiber nimmonii (J.Graham) Dalzell, 1852
- Zingiber nitens M.F.Newman, 2015
- Zingiber niveum Mood & Theilade, 2002
- Zingiber odoriferum Blume, 1827
- Zingiber officinale Roscoe, 1807 – loài điển hình. Gừng, gừng thuốc, sinh khương.
- Zingiber oligophyllum K.Schum., 1904
- Zingiber olivaceum Mood & Theilade, 2002
- Zingiber orbiculatum S.Q.Tong, 1987
- Zingiber ottensii Valeton, 1918
- Zingiber pachysiphon B.L.Burtt & R.M.Sm., 1969
- Zingiber panduratum Roxb., 1820
- Zingiber papuanum Valeton, 1918
- Zingiber pardocheilum Wall. ex Baker, 1892
- Zingiber parishii Hook.f., 1873
- Zingiber pauciflorum L.Bai, Škorničk., D.Z.Li & N.H.Xia, 2017
- Zingiber pellitum Gagnep., 1906 - Gừng bọc da.
- Zingiber pendulum Mood & Theilade, 1997
- Zingiber perenense N. Odyuo, D.K. Roy, C. Lyngwa & A.A. Mao, 2019[24]
- Zingiber petiolatum (Holttum) Theilade, 1998
- Zingiber pherimaense Biseshwori & Bipin, 2014
- Zingiber phillippsiae Mood & Theilade, 1999 (công bố là Z. phillippsii)
- Zingiber phumiangense Chaveer. & Mokkamul, 2007
- Zingiber pleiostachyum K.Schum., 1904
- Zingiber plicatum Škorničk. & Q.B.Nguyen, 2015
- Zingiber popaense Nob.Tanaka, 2012
- Zingiber porphyrochilum Y.H.Tan & H.B.Ding, 2020[25]
- Zingiber porphyrosphaerum K.Schum., 1904 (công bố như là Z. porphyrosphaera)
- Zingiber pseudopungens R.M.Sm., 1989
- Zingiber pseudosquarrosum L.J.Singh & P.Singh, 2016
- Zingiber puberulum Ridl., 1899
- Zingiber purpureoalbum Nob.Tanaka & M.M.Aung, 2020[26]
- Zingiber purpureum Roscoe, 1807 - Gừng tía, gừng đỏ, gừng dại.
- Zingiber pyroglossum Triboun & K.Larsen, 2014
- Zingiber raja C.K.Lim & Kharuk., 2003
- Zingiber recurvatum S.Q.Tong & Y.M.Xia, 1987
- Zingiber reflexum Nob.Tanaka & M.M.Aung, 2020[26]
- Zingiber roseum (Roxb.) Roscoe, 1800
- Zingiber rubens Roxb., 1810 - Gừng đỏ.
- Zingiber rufopilosum Gagnep., 1903 - Gừng lông hung.
- Zingiber sabuanum K.M.P.Kumar & A.Joe, 2016
- Zingiber sabun C.K.Lim, 2014
- Zingiber sadakornii Triboun & K.Larsen, 2014
- Zingiber salarkhanii M.A.Rahman & Yusuf, 2013
- Zingiber shuanglongense C.L.Yeh & S.W.Chung, 2012
- Zingiber simaoense Y.Y.Qian, 1998
- Zingiber singapurense Škorničk., 2014
- Zingiber skornickovae N.S.Lý, 2016
- Zingiber smilesianum Craib, 1912
- Zingiber spectabile Griff., 1851
- Zingiber squarrosum Roxb., 1810
- Zingiber stenostachys K.Schum., 1904
- Zingiber striolatum Diels, 1900
- Zingiber sulphureum Burkill ex Theilade, 1995
- Zingiber tamii N.S.Lý & Škorničk., 2021[22]
- Zingiber tenuifolium L.Bai, Škorničk. & N.H.Xia, 2015
- Zingiber tenuiscapus Triboun & K.Larsen, 2014
- Zingiber thorelii Gagnep., 1907
- Zingiber tuanjuum Z.Y.Zhu, 1984
- Zingiber ultralimitale Ardiyani & A.D.Poulsen, 2017
- Zingiber vanlithianum Koord., 1919
- Zingiber velutinum Mood & Theilade, 1999
- Zingiber ventricosum L.Bai, Škorničk., N.H.Xia & Y.S.Ye, 2016
- Zingiber vinosum Mood & Theilade, 1997
- Zingiber viridiflavum Mood & Theilade, 1999
- Zingiber vittacheilum Triboun & K.Larsen, 2014
- Zingiber vuquangense N.S.Lý, T.H.Lê, T.H.Trinh, V.H.Nguyen & N.D.Do, 2019
- Zingiber wandingense S.Q.Tong, 1987
- Zingiber wightianum Thwaites, 1861
- Zingiber wrayi Prain ex Ridl., 1904
- Zingiber yersinii Škorničk., H.Ð.Trần & Rybková, 2015 - Gừng déch-xanh, gừng Yersin.
- Zingiber yingjiangense S.Q.Tong, 1987
- Zingiber yunnanense S.Q.Tong & X.Z.Liu, 1991
- Zingiber zerumbet (L.) Roscoe ex Sm., 1806 - Gừng gió, gừng dại, ngải xanh, ngải mặt trời.
- Zingiber zhuxiense G.X.Hu & S.Huang, 2015